# HD 11964 c
HD 11964 c es un planeta extrasolar, a aproximadamente 107 años luz de distancia en la constelación de Cetus. El planeta órbita cercanamente alrededor de la estrella subgigante amarilla HD 11964. El planeta tiene una masa mínima de 35 veces la masa de la Tierra y se encuentra en una órbita ligeramente excéntrica que toma casi 38 días en completar.